# トラウマ/鮮血の叫び
『トラウマ/鮮血の叫び』（トラウマ/せんけつのさけび、原題：Trauma）は、1993年制作のイタリア・アメリカ合衆国のホラー映画。
イタリアン・ホラーの巨匠ダリオ・アルジェントが初めてアメリカ資本でアメリカでロケを行って制作した映画。

## あらすじ
グラフィック・デザイナーのデヴィッドはある夜、橋から川に身を投げようとしていた1人の少女を助ける。その少女オーラは、拒食症治療のために入院させられた精神病院から脱走していた。
オーラの両親はルーマニアからの移民で、降霊術で生計を立てていた。オーラが両親の元に戻ったその夜、いつものように降霊会が開かれるが、その最中にオーラの母アドリアナに何者かの霊がとりつき、「この部屋に人殺しがいる」と叫んで暴風雨の中を外へ飛び出す。父ステファンは後を追いかけるが、アドリアナ共々消えてしまう。オーラも2人の後を追いかけるが、2人はオーラの目の前で何者かによって首を切り落とされて殺された。
オーラはデヴィッドと共に殺人犯の行方を追うが、第2、第3の殺人が起きる。やがて2人はオーラの両親の親友でもあった医師のジャドが犯人だと確信するが、彼も事故で死んだ。
さらに調査を進めたデヴィッドは事件の真犯人と、オーラの家族にまつわる戦慄の秘密を突き止める。

## キャスト
※括弧内は日本語吹替
- オーラ・ペトレスク：アーシア・アルジェント（白石晴香）
- デヴィッド・パーソンズ：クリストファー・ライデル（英語版）（津田健次郎）
- アドリアナ・ペトレスク：パイパー・ローリー（高島雅羅）
- ジャド医師：フレデリック・フォレスト（佐々木勝彦）
- ロイド医師：ブラッド・ドゥーリフ
- グレイス・ハリントン：ローラ・ジョンソン（日野由利加）
- トラヴィス刑事：ジェームズ・ルッソ
- ステファン・ペトレスク：ドミニク・セラン
- ガブリエル・ピカリング：コリー・ガーバン（種﨑敦美）
- ファラディ・クリニックの受付：フィオーレ・アルジェント

## スタッフ
製作・監督：ダリオ・アルジェント
製作総指揮：アンドレア・ティニレロ
脚本：ダリオ・アルジェント、T・E・D・クライン
撮影：ラファエレ・メルテス
音楽：ピノ・ドナジオ
美術：ビル・ジェスト
特殊効果：トム・サヴィーニ

## 原作
- ダリオ・アルジェント、T・E・D クライン、ジャンニ・ロモリ、フランコ・フェッリーニ、佐伯秋彦 訳『トラウマ』ABC出版（原著1994-4-1）。ISBN 978-4900387720。

## その他
- 本作の特殊メイクはトム・サヴィーニが担当している。
- ダリオ・アルジェントは当初、ジャド医師役にアンソニー・パーキンスの起用を考えていたが、パーキンスが病気のため叶わず、フレデリック・フォレストが演じた[4]。その後、パーキンスは1992年9月12日にエイズのため死去した。

## 映像ソフト
- トラウマ～鮮血の叫び～　DVD　廃盤

鬼才ダリオ・アルジェント監督が、娘のアーシア・アルジェントを主演に製作したサスペンス・ホラーの話題作。
規格品番：BBBF-1673
発売日：2001年04月25日
発売元：株式会社クリエイティブアクザ
販売元：株式会社ハピネット・ピーエム

- トラウマ/鮮血の叫び スペシャル・エディション　DVD　廃盤

ホラーの巨匠ダリオ・アルジェント監督が実の娘アーシアを初めて主演に迎えた衝撃作!
規格品番：BCBF-3451
発売日：2009年03月27日
発売元：バンダイビジュアル株式会社
販売元：バンダイビジュアル株式会社

- ホラー・マニアックス第14期 トラウマ 鮮血の叫び –４Ｋレストア完全版- [Blu-ray]

黒衣の首狩り魔が彷徨うとき、少女に深紅の雨が降る！
ホラーの巨匠アルジェントが愛娘アーシアを初主演に迎えた意欲作！
規格品番：HPXR-2477
発売日：2024年03月06日発売予定
発売元：株式会社ニューライン
販売元：Happinet